# 진충지
진충지(중국어: 金冲及, 병음: Jīn Chōngjí, 한자음: 김충급, 1930년 12월~)는 중화인민공화국의 역사학자로, 신해혁명사 및 중국 현대사 연구를 연구하였다.

## 생애
상하이 칭푸(靑浦) 출신으로 1951년 푸단 대학 역사학과를 졸업했다. 중국공산당 중앙화동국, 상하이시 위원회의 《미정문고》 편집장을 지냈으며, 중화인민공화국 문화부 정책연구실 연구자, 문화재 출품판사의 부편집장, 중국사회과학원 근대사연구소학술위원, 푸단 대학, 상하이 대학 역사학과 겸임교수, 중국사학회 상무이사, 회장, 쑨중산연구회 비서장, 회장, 중국공산당 중앙문헌연구실 부주임, 연구원, 중국공산당 중앙문헌연구회 고문 등을 역임했다. 
현재 푸단 대학, 베이징 대학 겸임교수(박사과정 멘토), 러시아 과학 아카데미 외국인 원사 직에 있다.

## 저서
- 《신해혁명 전후》 (辛亥革命的前前後後)
- 《쑨중산과 신해혁명》 (孫中山和辛亥革命)
- 《20세기 중국의 굴기》 (二十世紀中國的崛起)
- 《전환의 시대: 중국의 1947년》 (轉折年代：中國的1947年)
- 《50년의 변천》 (五十年變遷)
- 《신해혁명사고》 (辛亥革命史稿, 공저)
- 《신해혁명부터 5·4 운동까지》 (從辛亥革命到五四運動, 공저)
- 《청나라 말기의 입헌운동에 대하여》 (論清末的立憲運動, 공저)